# Свёклоуборочный комбайн
Свёклоуборочный комбайн — сельскохозяйственная машина, предназначенная для уборки сахарной свёклы.
В СССР работы над созданием свёклоуборочных машин были начаты в 1920-30-е годы. Сначала была механизирована операция подкапывания корней, ботва же обрезалась переносными станками. В 1940-е годы начали применять рабочие органы для отделения ботвы от корней в машине. В 1948 году началось серийное производство первого советского свёклоуборочного комбайна СПГ-1.
В процессе уборки сахарной свёклы нужно извлечь корнеплоды из земли, срезать головки с ботвой, очистить корнеплоды от земли, срезать корешки и хвостики, собрать ботву и корнеплоды отдельно. Повреждения корнеплодов недопустимы. Существует несколько способов уборки сахарной свёклы, при которых машины выполняют либо отдельные операции либо весь процесс:

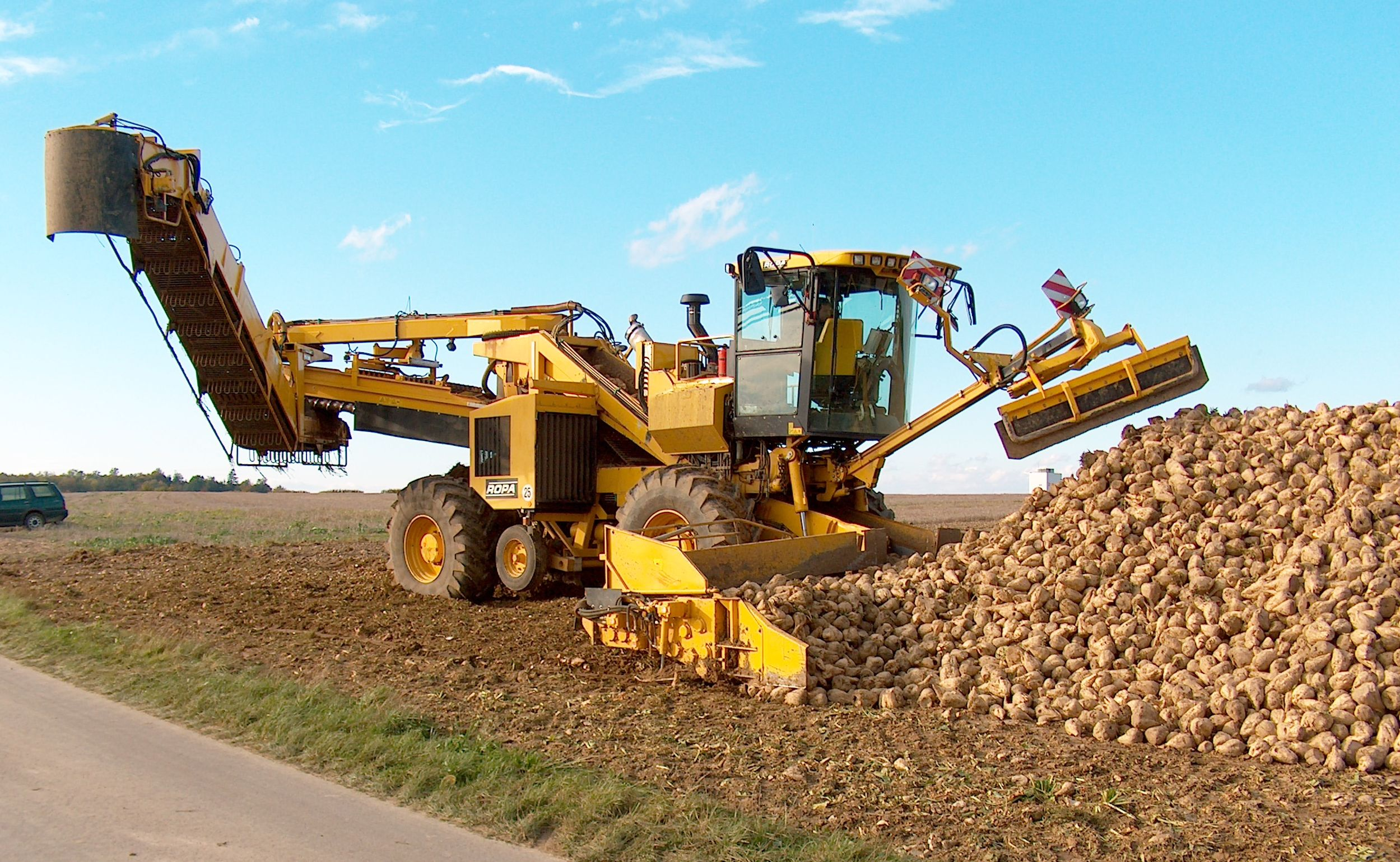
Свёклопогрузчик Euro-Maus фирмы ROPA

- Ручной способ самый трудоёмкий. Применяются свёклоподъёмники, которые нарушают связь корней с землёй. Остальные операции проводятся вручную.
- Комбайновый способ заключается в том, что основные операции производятся одной машиной — свёклокомбайном. Но в этом случае корни перед отправкой на сахарный завод или хранилище приходится доочищать вручную или погрузчиками-очистителями. Недостатки комбайнового способа в его трудоёмкости и в том, что корни свёклы могут долго лежать на поле неукрытыми.
- Перевалочный способ представляет собой промежуточный вариант между комбайновым и поточным способами. Он заключается в том, что свёкла выгружается на перевалочные площадки (обычно на краю поля у дороги), где она складывается в бурты. Из буртов корнеплоды забираются свёклопогрузчиками для очистки и отправки на место использования или хранения. Перевалочный способ по трудоёмкости занимает промежуточное место между комбайновым и поточным и применяется при нехватке транспорта или загрязнённости свекловичного сырья.
- Поточный способ наиболее прогрессивен. При поточном способе корни и ботва непосредственно из свёклоуборочной машины выгружаются в транспортное средство, после чего сразу же направляются на место использования или хранения. Поточный способ наименее трудоёмок и позволяет провести уборку за короткий промежуток времени. Подразделяется на одно- и двухфазный:

- При однофазном поточном способе используется комбайн, снабжённый механизмами очистки корней и их выгрузки в транспортное средство. Обычно такие комбайны работают с прицепными тележками для сбора ботвы.
- При двухфазном поточном способе (также известен как раздельный) используются по отдельности два типа машин: ботво- и корнеуборочная. Ботвоуборочная машина срезает ботву и грузит её в транспортное средство, затем корнеуборочная машина выкапывает, очищает корни и грузит их в другое транспортное средство.

- Существует также поточно-перевалочный способ, когда часть корнеплодов увозится сразу на завод или хранилище, а часть — на перевалочную площадку.

К свёклоуборочным машинам относятся: ботвоуборочные и корнеуборочные машины, свёклоуборочные комбайны, свёклопогрузчики (свёклопогрузчики-очистители), свёклоподъёмники. По способу агрегатирования машины делятся на прицепные (в основном, комбайны и ботвоуборочные машины) и навесные (в основном, свёклоподъёмники и свёклопогрузчики), а также бывают самоходными (например, корнеуборочные машины). По числу убираемых рядков машины классифицируются на 2-х и 3-рядные (комбайны), 4-х и 6-рядные (ботво- и корнеуборочные машины).

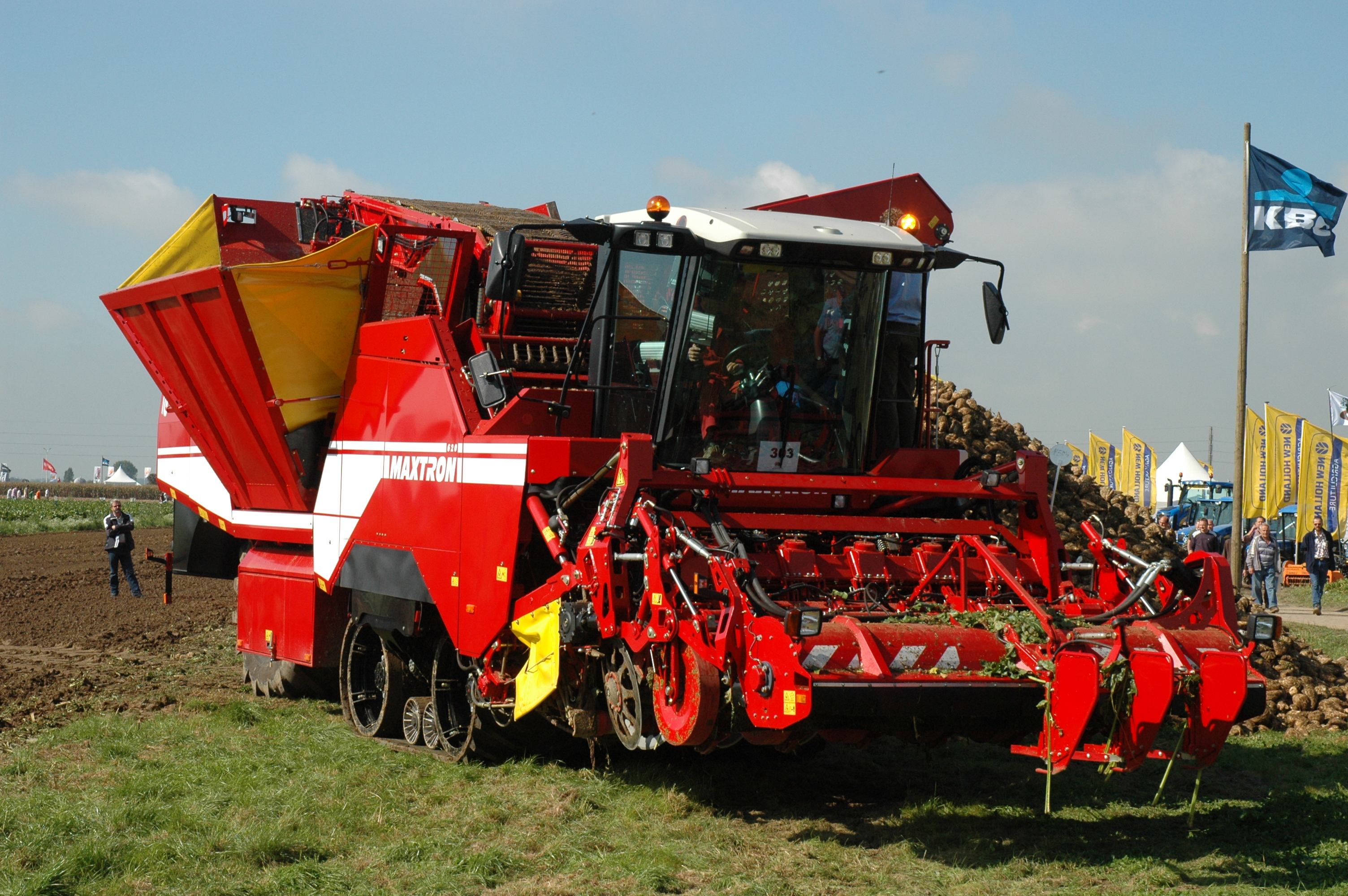
Свёклоуборочный комбайн Maxtron-620 фирмы Grimme

- Свёклоуборочный комбайн подкапывает корни свёклы, выбирает их из почвы, обрезает ботву, собирает корни и ботву в бункеры или грузит корни в рядом движущийся транспорт, а ботву в тракторную тележку, прицеплённую к комбайну. Существует 2 типа свёклоуборочных комбайнов: теребильные, которые обрезают ботву в машине после вытаскивания корнеплодов за ботву из почвы (например, КСТ-3А), и комбайны, обрезающие ботву на корню, а затем извлекающие корни из почвы (СКД-2). Теребильные комбайны предназначены для работы в основных зонах свеклосеяния, где ботва во время уборки нормально развита. На слабой или чрезвычайно развитой ботве теребильные комбайны практически неработоспособны. На неполивных землях используются трёхрядные комбайны, на поливных — двухрядные. Комбайны с предварительным срезом ботвы в условиях высокой влажности и на тяжёлых суглингах сильно засоряют ворох корней почвенными комками. По удельной производительности комбайны с предварительным срезом ботвы опережают теребильные комбайны, которые не могут работать на высоких скоростях (более 6,5 км/ч).
- Ботвоуборочная машина по принципу работы аналогична ботвоуборочной части комбайна с предварительным срезом ботвы на корню. Работает в комплексе с корнеуборочной машиной.
- Корнеуборочная машина собирает корнеплоды и грузит их в транспортное средство. Возможен также сбор корней в бункер или укладка их в валок. Работает в комплексе с ботвоуборочной машиной, а также со свёклопогрузчиком, если корнеплоды уложены в валок.
- Свёклоподъёмник — это орудие для подкапывания корней, корнеплодов с последующей выборкой их вручную. Используются преимущественно в хозяйствах, где посевы устроены на неровном поле или на небольших участках, где использование свёклокомбайнов не выгодно.
- Свёклопогрузчик — машина для подбора корнеплодов из куч и валков, частичной очистки их от земли и погрузки в автомобили. В СССР и России среди свёклопогрузчиков отечественного производства наиболее распространён самоходный СПС-4,2.

В России широко распространена свёклоуборочная техника иностранного производства фирм ROPA, Kleine, Grimme и др.